# Middlesex Canal
Le Middlesex Canal est un canal fluvial des États-Unis construit en 1803 et dont il ne reste que des vestiges. Destiné à la circulation des barges, il était long de 27 milles (43 km) et reliait le Merrimack avec le port de Boston. Lorsqu'il était opérationnel, il était large de 30 pieds (9,1 m), et profond de 3 pieds (0,9 m), avec 20 écluses, chacune de 80 pieds (24,4 m) de long et entre 10 pieds (3 m) et 11 pieds (3,4 m) de large. Il comportait huit aqueducs.
Ce canal a été l'un des premiers projets de génie civil de ce type aux États-Unis, et a servi de modèle par les ingénieurs qui ont travaillé sur d'autres grands projets de canaux, comme le canal Érié. Un certain nombre d'innovations ont été nécessaires à la réalisation du projet, dont le ciment hydraulique, qui a été utilisé pour le mortier des écluses, et un ingénieux chemin de halage flottant sur la Concord.

## Conception
En 1790, l'Angleterre avait trente ans d'expérience dans le domaine et l'exemple de l'ensemble des nombreux canaux de l'Europe continentale comme modèle. Dans les années suivant la guerre d'indépendance, les jeunes États-Unis ont connu une période de croissance économique de la côte est. Les hommes d'influence américains ont toujours gardé un œil sur les nouvelles en provenance d'Europe, en particulier celles de la Grande-Bretagne. Les dirigeants américains ont prêté une grande attention au fait que, entre 1790 et 1794, le Parlement britannique a passé pas moins de quatre-vingt-un actes sur les canaux et la navigation qui y est liée.
En raison du très mauvais état du réseau routier, le coût de l'acheminement des biens tels que le bois, les cendres, les céréales, et la fourrure de la côte pouvait être assez élevé si le transport par voie d'eau ne pouvait pas être utilisé. La plupart des rivières d'Amérique étaient parsemées de rapides et de chutes d'eau, rendant la navigation encore plus difficile que la route. Tout le long de la côte atlantique, des entreprises ont été créées afin de développer les canaux relativement peu coûteux destinés à permettre le transport des marchandises à partir de l'intérieur du pays vers la côte, et à convoyer des marchandises importées vers l'intérieur. Pour rester indépendante, la nation avait besoin de grandir et de développer ses industries. Les nouvelles en provenance d'Europe ont réactivé un certain nombre de projets de canal ou de technique de navigation. Cela a également conduit à des discussions quant au développement de nouveaux projets pour les décennies à venir. L'année 1790 est considérée comme le début de l'âge américain du canal
Dans le Massachusetts, plusieurs idées ont été proposées pour faciliter l'arrivée des marchandises dans le port principal de Boston et permettre la connexion avec l'intérieur du pays. Pendant environ trois années, de nombreuses sommités ont porté sur les plans de relier le tronçon supérieur du Connecticut en amont des chutes à Boston par le biais du canal de la Charles. L'idée était de relever le niveau du Connecticut pour qu'il atteigne l'altitude du Merrimack, ce qui théoriquement pouvait être atteint au moyen de canaux le long d'une chaîne de ruisseaux, d'étangs, de lacs et de creusements. Les deux premières années, des études sommaires ont été menées pour déterminer le meilleur itinéraire jusqu'à la vallée du Connecticut, mais aucune solution évidente n'est apparue, si bien que personne ne s'est proposé pour mener le projet, pourtant soutenu par le Secrétaire à la Guerre, Henry Knox. Après l'effondrement des stocks au début de 1793, qui a sonné le glas de l'option de rejoindre la rivière Charles avec le Connecticut, un groupe d'hommes d'affaires du Massachusetts et de politiciens menés par le Procureur Général James Sullivan a proposé une connexion à partir du  Merrimack vers le port de Boston. Cette initiative a conduit à la création du Middlesex Canal (en extension Middlesex (County) Canal system, le système de canaux du comté de Middlesex). 
La Middlesex Canal Society est constituée le 22 juin 1793 avec une signature du Gouverneur John Hancock. Hancock a également été parmi les investisseurs qui ont acheté des actions, ainsi que d'autres personnalités telles que John Adams, John Quincy Adams, James Sullivan, et Christopher Gore. Les fondateurs étaient James Sullivan, Oliver Prescott (en), James Winthrop (en), Loammi Baldwin (en), Benjamin Hall, Jonathan Porter, Andrew Hall, Ebenezer Hall, Samuel Touffes, Jr, Willis Hall, Samuel Swan, Jr, et Ebenezer Hall, Jr. Sullivan a été choisi comme président de la société, et son vice-président était Loammi Baldwin, qui était également l'ingénieur en chef, originaire de Woburn qui avaient assisté à des conférences scientifiques à l'université de Harvard et a été un ami du physicien Benjamin Thompson.

## Construction
Le parcours du canal a d'abord été étudié en août 1793. Selon la légende locale, c'est au cours de cette expédition qu'on a présenté à Baldwin la variété de pomme qui porte maintenant son nom. Le résultat de l'étude de l'itinéraire, cependant, était suffisamment incertain pour qu'une deuxième soit faite en octobre. En raison des divergences des résultats, Baldwin a été autorisée par les propriétaires à voyage jusqu'à Philadelphie dans le but de s'attacher les services de William Weston (en), un ingénieur britannique travaillant sur des projets de canaux en Pennsylvanie. La démarche de Baldwin est un succès : Weston vient dans le Massachusetts et y a passe neuf jours en juillet et en août 1794, afin de préocéder à l'arpentage et l'identification des deux voies possibles, accompagné par Baldwin et plusieurs de ses fils. Les propriétaires ont ensuite obtenu des contrats pour l'acquisition du terrain pour le canal, certains ayant été cédés gratuitement donné par leurs propriétaires ; dans seize cas, les propriétaires ont utilisé la procédure d'expropriation pour cause d'utilité publique pour acquérir les terres.

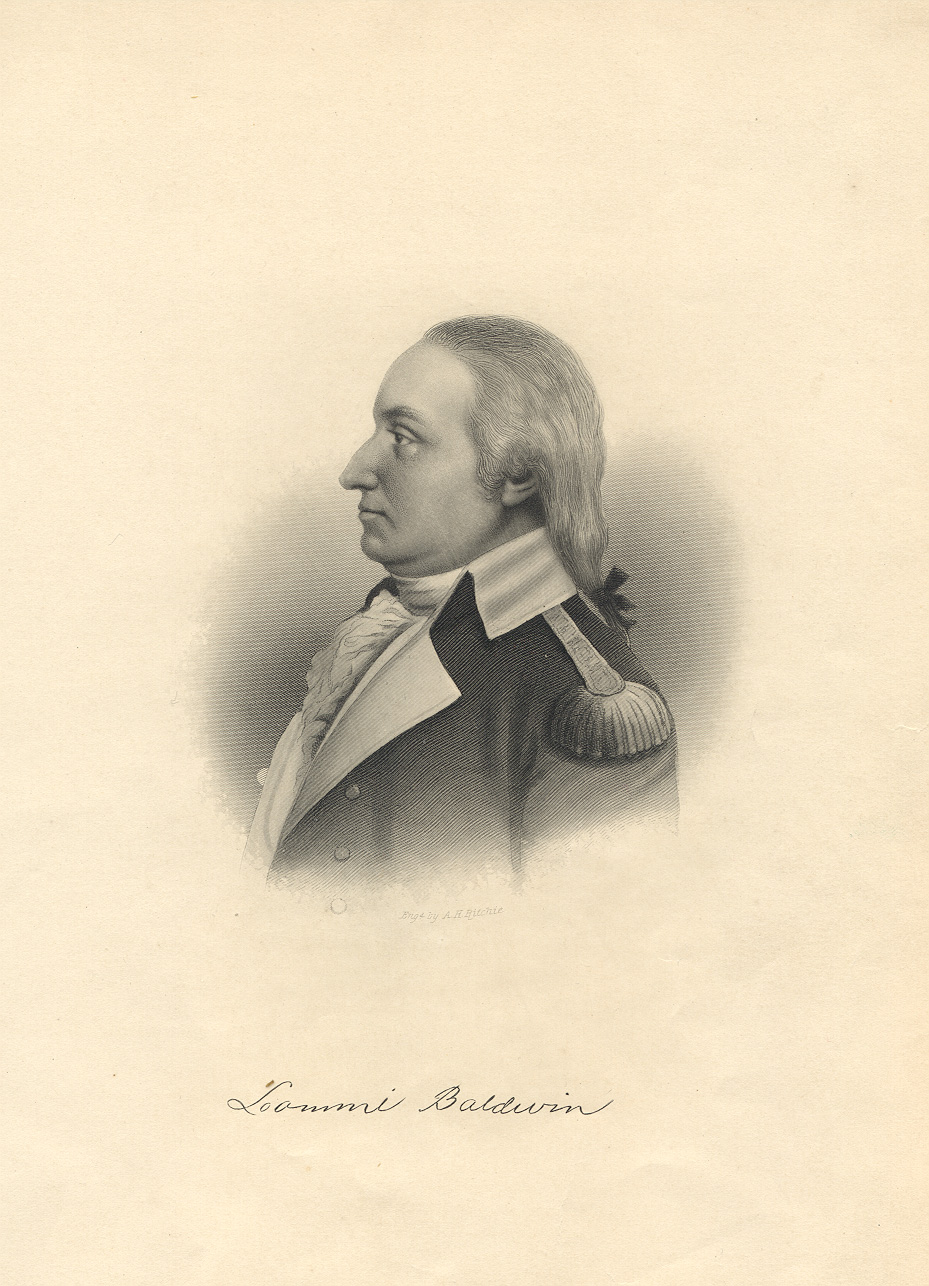
Ingénieur en chef.

Le plan de base était pour le canal principal de l'eau de la source de la Concord à son plus haut point dans North Billerica (en), avec de l'eau supplémentaire d'être tiré au besoin de l'étang de Hond (en) à Woburn. Le site où le canal a rencontré le Concord de la Rivière avait été le site d'un moulin à eau, depuis le XVIIe siècle, les propriétaires ont acheté avec l'ensemble de ses droits sur l'eau. À partir de ce point, le canal est descendu à six miles de la Rivière Merrimack dans l'Est de Chelmsford (aujourd'hui l'ouest de Lowell) et à 22 km de la Rivière Charles à Charlestown.
À la fin de septembre 1794, le creusement a commencé au nord de Billerica. Les travaux sur le canal ont été réalisés par un certain nombre d'entrepreneurs. Dans certains cas, les travailleurs locaux ont été engagés pour creuser des sections, tandis que dans d'autres parties des entreprises venant du Massachusetts et du New Hampshire ont été sollicitées. Différents types de défis techniques de l'ingénierie ont été surmontées, conduisant à des innovations concernant les matériaux de construction et l'équipement. Un type de ciment hydraulique (réalisé en partie à partir de matériaux volcaniques importés à grands frais, en provenance de Saint-Eustache dans les Antilles a été utilisé pour sceller de façon étanche les pierres des écluses. En raison de son coût et de celui du travail de la pierre, un certain nombre d'écluses ont été construites en bois à la place. Une innovation a été apportée au matériel de terrassement avec le développement d'un précurseur du camion à benne basculante, sur lequel un côté du transporteur est doté de charnières pour permettre un rejet plus rapide des matiériaux à l'endroit désiré.
De l'eau a été déversée dans le canal en décembre 1800, et en 1803, le canal était rempli à Charlestown. Le premier bateau exploité a circulé sur une partie du canal le 22 avril 1802.

## Les canaux du Merrimack
Des entreprises faisant partie des « propriétaires de la Middlesex Canal » ou du conseil d'administration se sont associées avec des entreprises tierces, ou dans quelques cas un groupe de financement, ont participé au développement des autres tronçons du canal de la Merrimack au-dessus de Chelmsford. Après la fin de la construction entre Medford et Chelmsford, plusieurs extensions envisagées étaient également en voie d'achèvement. L'ensemble du système a été achevée en 1814, et à quelques exceptions près, l'ensemble a pu être opérationnel en respectant les prix et la réglementation établie par les propriétaires de la section principale du Middlesex Canal. Les extensions suivantes ouvert l'accès vers la Merrimack à la capitale du New Hampshire, Concord, qui est devenue un point de transit pour le trafic fluvial intérieur pour pénétrer les montagnes Blanches et Vertes du New Hampshire et du Vermont, respectivement.
| Les canaux du Merrimack                         | Les canaux du Merrimack | Les canaux du Merrimack | Les canaux du Merrimack                                |
| Nom                                             | Année terminé           | Longueur                | Écluses                                                |
| ----------------------------------------------- | ----------------------- | ----------------------- | ------------------------------------------------------ |
| Wicasee Canal                                   | 1813                    | court                   | un                                                     |
| Cromwell Canal                                  | 1813                    | court                   | un                                                     |
| Écluses et canaux de l'Union                    | 1808                    | 9 milles (14 km)        | sept                                                   |
| Amoskeag's Canal (anciennement Blodget's Canal) | 1807                    | court                   | de 4 milles (6 km) à 7 milles (11 km) à divers moments |
| Hookset Canal                                   | 1813                    | 6,25 km                 | trois                                                  |
| The Bow Canal (Garven's Falls)                  | 1813                    | 0,75 milles (1 km)      | quatre                                                 |

## Historique opérationnel
En 1808, une fois achevé, le canal a atteint Merrimack, en partant de la Charles (le terminus aval) et transportait les deux tiers du fret à destination et un tiers du fret en provenance de l'Ouest du New Hampshire et de l'Est du Vermont. Dans l'autre sens, le canal s'étend à partir de Middlesex Village ou East Chelmsford, dans le Massachusetts (East Chelmsford est devenue depuis Lowell, aujourd'hui la quatrième ville la plus peuplée dans le Massachusetts, principalement en raison du développement de l'industrie textile engendré par les infrastructures de transport et de l'alimentation en eau le long du Middlesex Canal et de la Nashua et du Merrimack) à travers plusieurs zones peu habitées du comté de Middlesex ou des banlieues comme Billerica, et Tewksbury, alors plus proche-dans les villes de banlieue avec le cours inférieur de courir vers Boston généralement le long des cours d'eau près de la parallélisation sur les routes de MA 38 (en) de Wilmington, de là, dans une Woburn le long de l'Aberjona (en) à partir l'étang de Hond (en) par le biais de Winchester (ou Waterfield) dans les lacs Mystic (en) et les bas de la Mystic River entre Arlington et Somerville sur la rive ouest et de Medford long de l'est (à gauche) de la banque, jusqu'à la rivière et le canal a couru dans le Port de Boston tidewater dans le Charlestown bassin[pas clair]. 
Dans un premier temps, il s'achevait à Medford, mais il a ensuite été étendu à Charlestown, Massachusetts, avec une branche près de Medford Centre rejoignant la Mystic River. Au fil du temps, le canal est connecté à une série d'autres canaux, construits par des entreprises qui, pour beaucoup, étaient détenues en partie par les propriétaires du Middlesex Canal. Des embranchement sont ainsi construits à travers le New Hampshire en amont le long de la Nashua et du Merrimack, permettant le transport du fret beaucoup plus à l'intérieur, comme à Concord, dans le New Hampshire. Dans les deux ans qui ont suivi le début des opérations, des liaisons régulières de bateaux exploités par des compagnies indépendantes étaient en activité en amont de la rivière jusqu'à plus de plus de 50 milles par heure (80 km/h). Le trafic est assuré par trois principales entreprises. Le canal est alimenté par la Concord à Nord Billerica (en). Ce fut aussi le point le plus élevé du canal, et c'est l'endroit choisi pour l'installation du musée du Middlesex Canal.
Il fallait 18 heures aux bateaux transportant du fret pour aller de Boston jusqu'à Lowell, et 12 heures dans le sens inverse, ce qui donnait une moyenne de moyenne de 2,5 milles par heure (4 km/h) ; les bateaux à passagers étaient plus rapides, et mettaient respectivement 12 et 8 heures (4 milles par heure (6 km/h)). Comme on le verra plus tard sur les canaux américains, l'utilisation du Middlesex Canal n'était pas restreinte au transport des marchandises et de transit : les citadins embarquaient sur des bateaux à passagers pour des excursions touristiques d'une journée à la campagne et prenaient des vacances sur des péniches luxueusement aménagées, des familles entières passaient une semaine ou deux à pratiquer la farniente le long des voies navigables dans la chaleur de l'été. 
Les statistiques sur le fret compilées sur une période de vingt ans, citées dans l'étude économique d'Harvard menée par Chritopher Roberts indiquent que le voyage vers l'aval de la rivière à partir de Concord jusqu'à Boston prenait quatre jours, et le voyage inverse vers l'amont nécessitait en moyenne cinq jours. Un aller-retour entre Boston et Concord prenait habituellement 7 à 10 jours. Ces limites de vitesse ont été établies et maintenues par le conseil des propriétaires pour empêcher le sillage des bateaux d'endommager les rives du canal. Roberts a indiqué qu'elles avaient peu de chances d'être enfreintes, et la génération d'un vague de sillage pouvant endommager les rives aurait nécessité des voiles ou des animaux de tractage pouvant amener un bateau à excéder les 7 milles par heure (11 km/h).
Le canal a été l'une des principales artères menant à l'est de la Nouvelle-Angleterre jusqu'à quelques dizaines d'années après l'avènement du chemin de fer. Le Boston and Lowell Railroad (en) (qui fait désormais partie du réseau MBTA Commuter Rail) a été construit selon les plans établis lors des études pour le canal. Des portions de la ligne suivent de près le tracé du canal, et celui-ci a été utilisé pour le transport de matériaux de construction et également un moteur pour la ligne de chemin de fer.
Le canal n'était plus économiquement viable après l'introduction de la concurrence du chemin de fer, et la société a recueilli ses dernières péages en 1851. Le Middlesex Turnpike (en), constitué en 1805, a également contribué à sa chute. Les investisseurs détenant des actions de la société ont perdu de l'argent : les actionnaires ont investi un total de 740 $ par action, mais seulement récolté 559,50 $ en dividendes. Ceux qui ont vendu leurs actions à un moment opportun ont fait des bénéfices : l'action d'une valeur de 25 $ en 1794 a atteint une valeur de 500 $ en 1804, et une valeur de 300 $ en 1816.
Avant que la société soit dissoute, les propriétaires ont proposé de convertir le canal en aqueduc pour acheminer l'eau potable à Boston, mais cette tentative a échoué. Après la fin de l'exploitation du canal, son infrastructure est rapidement tombée en désuétude. En 1852, l'entreprise a commandé de délabrement des ponts sur le canal. L'autorisation a été donnée à la société de procéder à sa liquidation et de verser les sommes obtenues aux actionnaires. La charte de 1793 été révoquée en 1860. Les comptes de la société ont été confiés à l'État à des fins de préservation. Les terres de la société et un barrage au nord de Billerica, ainsi que les droits sur l'eau de la Concord, ont été vendus à Charles et Thomas Talbot, qui ont construit le complexe de Talbot Mills Talbot, qui se trouve aujourd'hui dans le Billerica Mills Historic District (en).
Des parties du lit de canal ont été couverts par des routes au cours du XXe siècle, par exemple un segment de la Mystic Valley Parkway (en) à Medford et de Winchester, et une partie de la Boston Avenue à Somerville et Medford. La Boston Avenue croise la Mystic River à l'endroit exact où le canal le faisait. Une partie du canal à l'est de Somerville a été comblée avec les matériaux issus du nivellement de Ploughed Hill à la fin du XIXe siècle. Ploughed Hill a été le site des tristement célèbres émeutes anti-Catholiques (en) de 1832, et avait par la suite été abandonné.

## Impact

### Économie
L'ouverture du canal a entraîné la diminution de la viabilité commerciale du port de Newburyport, le débouché du Merrimack, puisque tout le commerce de la Merrimack Valley dans le New Hampshire a dès lors transité via le canal de Boston, plutôt que par le biais de la navigation qui s'avérait parfois difficile sur ce fleuve côtier.
Le canal a également joué un rôle de premier plan dans la transformation de Lowell en important centre industriel. Son ouverture a eu une baisse de l'activité du Pawtucket Canal (en), un canal de transit ouvert dans les années 1790 qui contournait les chutes de la Pawtucket (en) juste en aval de l'extrémité nord du Middlesex Canal. Ses propriétaires (en) ont converti le Pawtucket Canal pour une utilisation en tant que fournisseur d'énergie, conduisant à la croissance d'usines utilisant la force hydraulique sur ses rives au début dans les années 1820. Le Middlesex Canal a été utilisé pour le transport de matières premières, de produits finis, et du personnel et de Lowell.

### Environnement
La dérivation d'un partie du flux de la Concord vers le canal a eu un impact significatif à long terme sur l'environnement. L'élévation de la levée du barrage au nord de Billerica a été supposée être la cause des inondations de la saison des prairies de fauche en amont, ce qui a engendré de nombreuses poursuites contre les propriétaires du canal. Ells ont finalement toutes été rejetées, en partie en raison de l'incertitude de la science, et aussi en partie à la puissance politique des propriétaires. Comme le était sur le déclin dans ses dernières années, les législateurs de l'État ont finalement ordonné l'abaissement de la hauteur du barrage, mais ont ensuite abrogé la décision avant qu'elle ne soit exécutée. L'analyse effectuée au XXe siècle suggère que le barrage, toujours en place (bien que n'étant plus à sa plus grande hauteur), a probablement eu un effet sur l'inondation des prairies de fauche du bassin versant jusqu'à 25 milles (40 km) en amont. Beaucoup de ces prairies ont dû être abandonnées, et certains font maintenant parties de la Great Meadows National Wildlife Refuge (en) ; ils sont classés comme zones humides.

### Ingénierie
La construction du canal a été l'occasion d'un certain nombre d'innovations, et a été considéré comme un exemple pour des projets d'ingénierie ultérieurs. L'utilisation de ciment hydraulique pour le mortier des écluses est la première utilisation connue de ce liant en Amérique du Nord. La route a été étudiée à l'aide d'une Étoile de niveau (une première version d'un niveau optique), ce qui est également la première utilisation répertoriée d'un instrument de ce type en Amérique. À North Billerica, où le canal rencontrait la Concord au niveau de l'étang du moulin, un chemin de halage flottant a été conçu pour répondre aux besoins de croisement des modes de trafic. La plupart des premiers ingénieurs civils, dont plusieurs fils de Loammi Baldwin, ont appris leur métier en travaillant sur le canal, et ont, finalement, éduqué toute une génération d'ingénieurs. Loammi Baldwin, Jr. (en), un des fils de Loammi Baldwin qui a travaillé sur le canal, est reconnu comme le « père de l'ingénierie civile en amérique » pour son rôle dans les grands projets de génie civil et de l'éducation de toute une génération d'ingénieurs dans la discipline.

## Vestiges
Si une partie importante du Middlesex Canal est encore visible, l'étalement urbain et péri-urbain tend rapidement à engloutir les nombreux vestiges. L'association du canal Middlesex (Middlesex Canal Association), fondée en 1962, a installé des panneaux d'information le long de certaines parties du chemin du canal. Parmi les importantes portions du canal qui sont encore visibles, celles qui sont encore en eau se distinguent à Wilmington, Billerica, et près de la maison Baldwin (en) à Woburn. Des parties asséchées, accessibles à pied, peuvent être trouvées à Winchester, notamment une section dans les lacs Mystic, où un aqueduc est situé, et à Wilmington, où des vestiges d'un aqueduc sont également visibles dans le parc de la ville le long de la route 38. La plus grande partie du canal au sud de Winchester a été recouverte par des routes et des constructions résidentielles, bien que des traces peuvent encore être admirées dans quelques endroits.
En 1967, le canal a été désigné Historic Civil Engineering Landmark (une des premières de ces désignations) par la Société américaine des ingénieurs civils. Les éléments subsistants du canal ont fait l'objet en 1972 d'un inscription sur le Registre national des lieux historiques, tandis que l'ensemble de l'itinéraire, y compris les parties qui ont été recouvertes, est l'objet d'une deuxième inscription en 2009.
L'association du Middlesex Canal entretient un musée du nord de Billerica, à Faulkner Hills. Des instructions et des informations supplémentaires sont disponibles sur le site web de l'association.

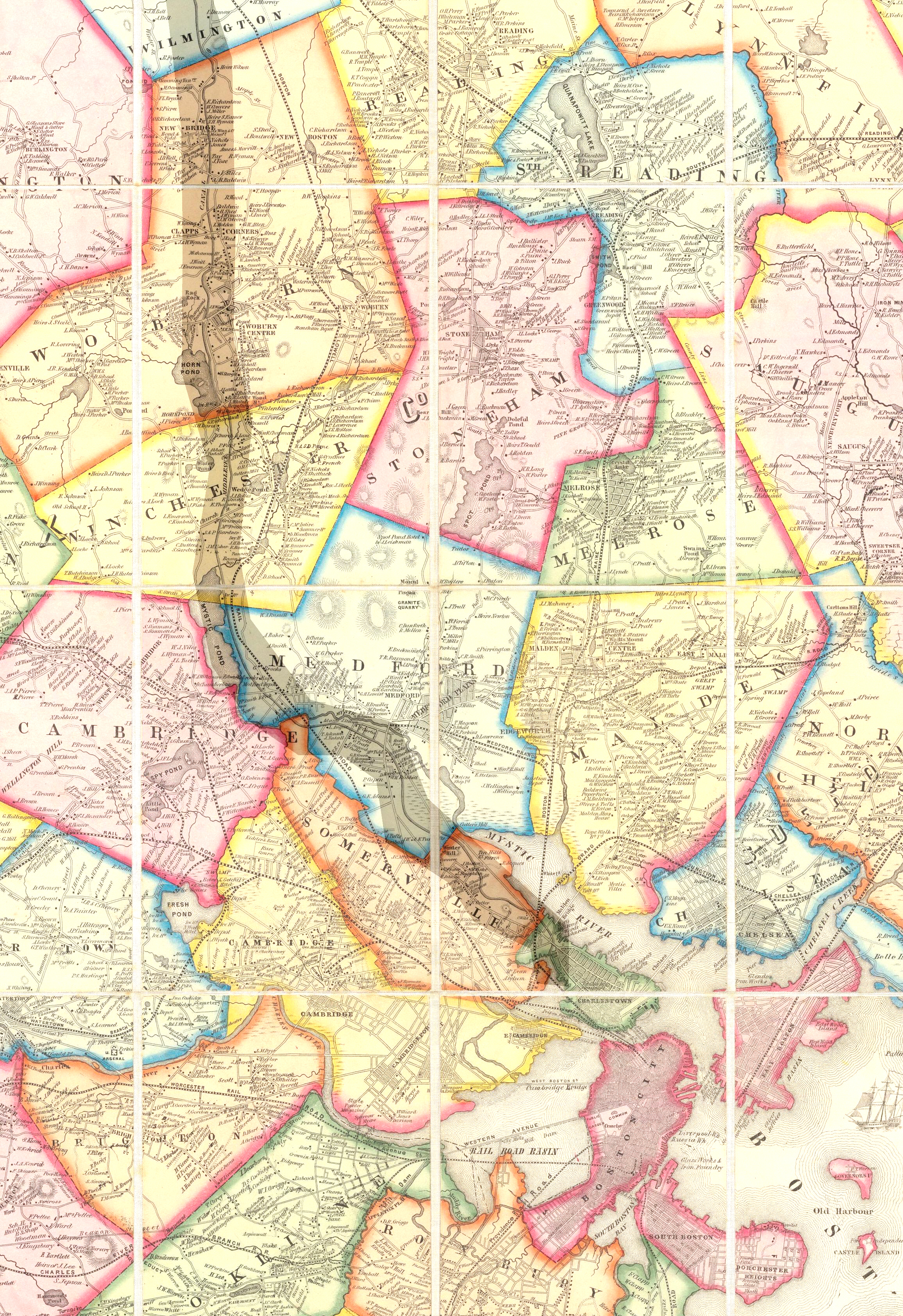
Carte du tronçon inférieur du Middlesex Canal, 1852.
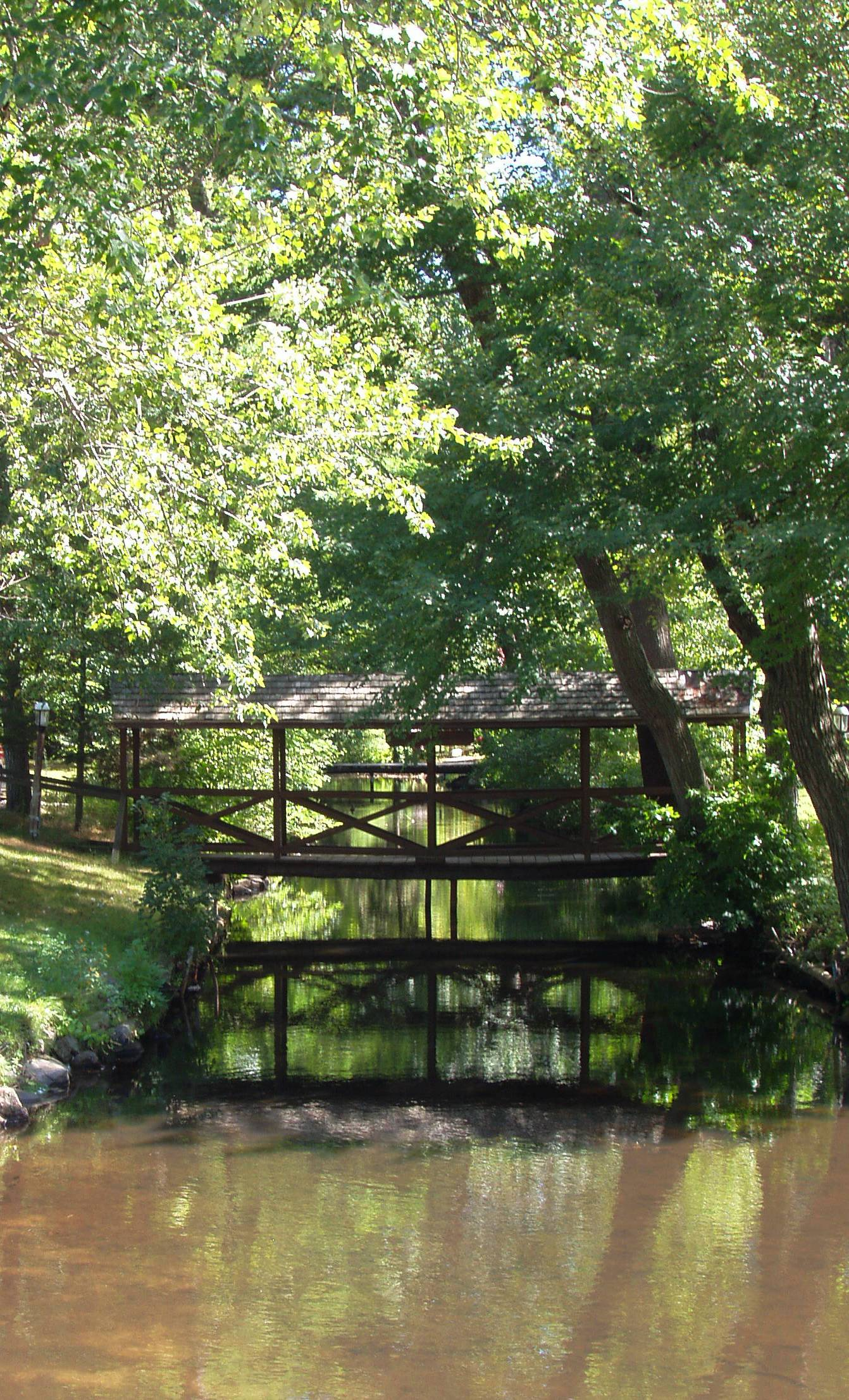
Un segment particulièrement étroit du canal à Wilmington.
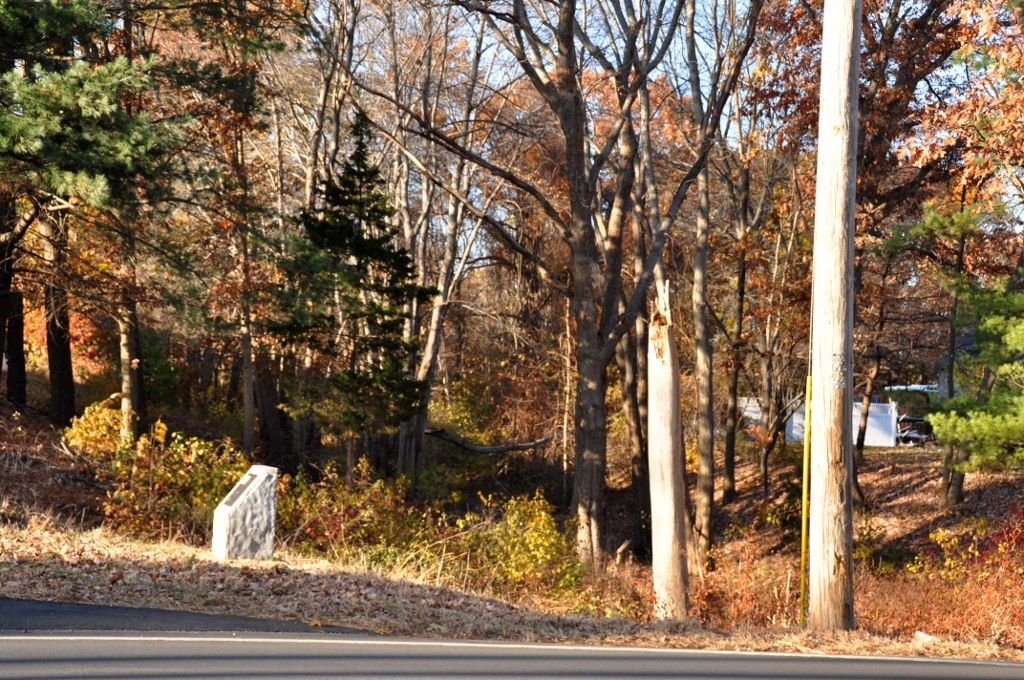
Un vestige asséché du canal à Chelmsford.
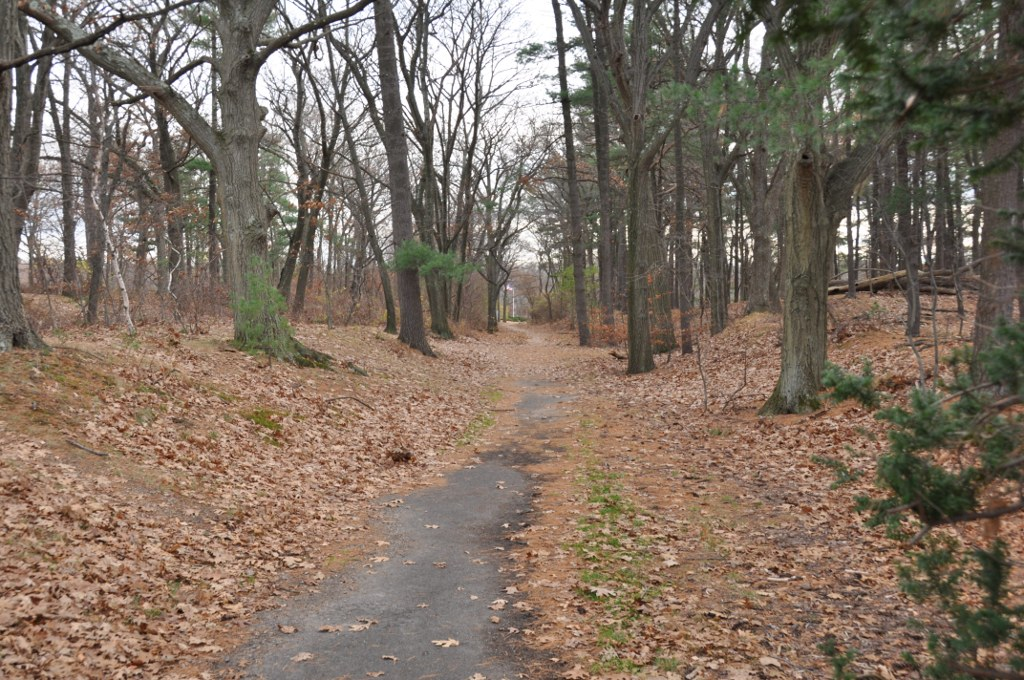
Une section du canal accessible à pied, à Winchester.
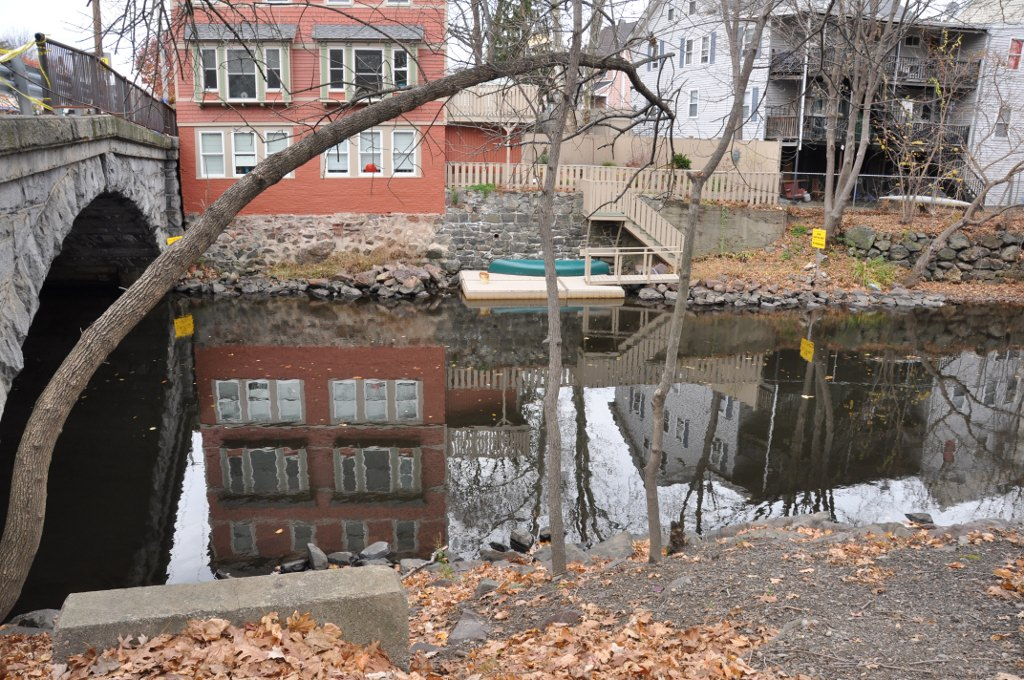
Vestiges des fondations des parois canalisant la Mystic River à Somerville et Medford.